# تئو اشنایدر
تئو اشنایدر (انگلیسی: Theo Schneider؛ زادهٔ ۲۳ اوت ۱۹۶۰) بازیکن فوتبال اهل آلمان است.
از باشگاه‌هایی که در آن بازی کرده‌است می‌توان به باشگاه فوتبال آرمینیا بیله‌فلد، باشگاه فوتبال بروسیا دورتموند، باشگاه فوتبال نورنبرگ، و باشگاه فوتبال زاربروکن اشاره کرد.
وی همچنین در تیم ملی فوتبال زیر ۲۱ سال آلمان بازی کرده‌است.